# Farmers Cay Airport
Farmers Cay Airport är en flygplats i Bahamas. Den ligger i den sydöstra delen av landet, 160 km sydost om huvudstaden Nassau. Farmers Cay Airport ligger 6 meter över havet.
Terrängen runt Farmers Cay Airport är mycket platt. Trakten är glest befolkad. 